# Liesbeth Bloemen
Elisabeth Gertrudis Ernestine Maria (Liesbeth) Bloemen (Oldenzaal, 16 februari 1954) is een Nederlands bestuurster en politica van het CDA. Van 16 december 2004 tot 3 oktober 2020 was zij burgemeester van de gemeente Zoeterwoude. Van 22 februari 1994 tot 17 mei 1994 was zij lid van de Tweede Kamer der Staten-Generaal.

## Biografie
Bloemen is een juriste uit Twente, van wie de vader en grootvader (G.H.P. Bloemen) actief waren in het bestuur van Oldenzaal, en die zelf een gevarieerde carrière doorliep in alle bestuurslagen. Enkele maanden voor de verkiezingen van 1994 was ze korte tijd (van 22 februari tot 17 mei 1994) Tweede Kamerlid voor het CDA. Bloemen werd in 2004 burgemeester van de Zuid-Hollandse gemeente Zoeterwoude. Op 13 december 2019 werd bekendgemaakt dat ze per 3 oktober 2020 met pensioen gaat. Op 13 juli 2020 werd Fred van Trigt voorgedragen als burgemeester van Zoeterwoude. Van Trigt begon op 7 oktober 2020.
- Parlement.com: vg09llmbgdyl